# Osterdock
Osterdock és una població dels Estats Units a l'estat d'Iowa. Segons el cens del 2000 tenia 50 habitants.

## Demografia
Segons el cens del 2000, Osterdock tenia 50 habitants, 21 habitatges, i 16 famílies. La densitat de població era de 42,9 habitants/km².
Dels 21 habitatges en un 23,8% hi vivien nens de menys de 18 anys, en un 76,2% hi vivien parelles casades, en un 0% dones solteres, i en un 23,8% no eren unitats familiars. En el 23,8% dels habitatges hi vivien persones soles el 9,5% de les quals corresponia a persones de 65 anys o més que vivien soles. El nombre mitjà de persones vivint en cada habitatge era de 2,38 i el nombre mitjà de persones que vivien en cada família era de 2,81.
Per edats la població es repartia de la següent manera: un 20% tenia menys de 18 anys, un 6% entre 18 i 24, un 28% entre 25 i 44, un 38% de 45 a 60 i un 8% 65 anys o més.
L'edat mediana era de 43 anys. Per cada 100 dones de 18 o més anys hi havia 150 homes.
La renda mediana per habitatge era de 31.250 $ i la renda mediana per família de 46.250 $. Els homes tenien una renda mediana de 40.625 $ mentre que les dones 18.750 $. La renda per capita de la població era de 18.566 $. Entorn del 27,8% de les famílies i el 26% de la població estaven per davall del llindar de pobresa.

## Poblacions més properes
El següent diagrama mostra les poblacions més properes.